# Liste des députés de la Haute-Vienne
 (mai 2025).
Liste des députés de la Haute-Vienne

## Ve République

### Députés de la XVIIe législature(2024-2029)
| Circonscription     | Député                  | Parti | Parti | Autre mandat             | Suppléant                       |
| ------------------- | ----------------------- | ----- | ----- | ------------------------ | ------------------------------- |
| 1re circonscription | M. Damien Maudet        |       | LFI   |                          | Jacqueline Lhomme-Léoment (DVG) |
| 2e circonscription  | M. Stéphane Delautrette |       | PS    | Conseiller départemental | Émilie Rabeteau                 |
| 3e circonscription  | Mme Manon Meunier       |       | LFI   |                          | Jean-Yves Rigout (DVG)          |

### Députés de la XVIe législature(2022-2024)
| Circonscription     | Député                  | Parti | Parti       | Autre mandat                            | Suppléant        |
| ------------------- | ----------------------- | ----- | ----------- | --------------------------------------- | ---------------- |
| 1re circonscription | M. Damien Maudet        |       | LFI (NUPES) |                                         | Cassandra Serier |
| 2e circonscription  | M. Stéphane Delautrette |       | PS (NUPES)  | Maire des Cars Conseiller départemental | Émilie Rabeteau  |
| 3e circonscription  | Mme Manon Meunier       |       | LFI (NUPES) |                                         | Éric Fontanillas |

### Députés de la XVe législature(2017-2022)
| Circonscription     | Député                                            | Parti | Parti | Autre mandat | Suppléant      |
| ------------------- | ------------------------------------------------- | ----- | ----- | ------------ | -------------- |
| 1re circonscription | Mme Sophie Beaudouin-Hubière                      |       | LREM  |              | Bruno Gardelle |
| 2e circonscription  | M. Jean-Baptiste Djebbari jusqu'au 3 octobre 2019 |       | LREM  |              | Pierre Venteau |
| 2e circonscription  | M. Pierre Venteau à partir du 3 octobre 2019      |       | LREM  |              |                |
| 3e circonscription  | Mme Marie-Ange Magne                              |       | LREM  |              | Ludovic Dubois |

### Députés de la XIVe législature(2012-2017)
| Circonscription     | Député                  | Parti | Parti | Autre mandat                      | Suppléant      |
| ------------------- | ----------------------- | ----- | ----- | --------------------------------- | -------------- |
| 1re circonscription | M Alain Rodet           |       | PS    | Maire de Limoges                  | Gérard Audouze |
| 2e circonscription  | M. Daniel Boisserie     |       | PS    | Maire de Saint-Yrieix-la-Perche   | Annick Morizio |
| 3e circonscription  | Mme Catherine Beaubatie |       | PS    | Conseillère municipale de Limoges | Pascal Godrie  |

### Députés de la XIIIe législature(2007-2012)
| Circonscription     | Député                           | Parti | Parti | Autre mandat                                     | Suppléant        |
| ------------------- | -------------------------------- | ----- | ----- | ------------------------------------------------ | ---------------- |
| 1re circonscription | Mme Monique Boulestin            |       | PS    | Première adjointe au maire de Limoges            | Gérard Terrier   |
| 2e circonscription  | M. Daniel Boisserie              |       | PS    | Maire de Saint-Yrieix-la-Perche                  | Jean Duchambon   |
| 3e circonscription  | Mme Marie-Françoise Pérol-Dumont |       | PS    | Présidente du Conseil général de la Haute-Vienne | Bernard Brouille |
| 4e circonscription  | M. Alain Rodet                   |       | PS    | Maire de Limoges                                 | Gérard Audouze   |

### Députés de la XIIe législature(2002-2007)
| Circonscription     | Député                           | Parti | Parti | Autre mandat                                     | Suppléant        |
| ------------------- | -------------------------------- | ----- | ----- | ------------------------------------------------ | ---------------- |
| 1re circonscription | M. Alain Marsaud                 |       | UMP   | Conseiller général de la Haute-Vienne            | Raymond Archer   |
| 2e circonscription  | M. Daniel Boisserie              |       | PS    | Maire de Saint-Yrieix-la-Perche                  | Marcel Raynaud   |
| 3e circonscription  | Mme Marie-Françoise Pérol-Dumont |       | PS    | Présidente du Conseil général de la Haute-Vienne | Bernard Brouille |
| 4e circonscription  | M. Alain Rodet                   |       | PS    | Maire de Limoges                                 | Gérard Audouze   |

### Députés de la XIe législature(1997-2002)
| Circonscription     | Député                           | Parti | Parti | Autre mandat                                     | Suppléant(e)        |
| ------------------- | -------------------------------- | ----- | ----- | ------------------------------------------------ | ------------------- |
| 1re circonscription | M. Claude Lanfranca              |       | PS    | Adjoint au maire de Limoges                      | M. Pierre Bassard   |
| 2e circonscription  | M. Daniel Boisserie              |       | PS    | Maire de Saint-Yrieix-la-Perche                  | M. Marcel Raynaud   |
| 3e circonscription  | Mme Marie-Françoise Pérol-Dumont |       | PS    | Présidente du Conseil général de la Haute-Vienne | M. Bernard Brouille |
| 4e circonscription  | M. Alain Rodet                   |       | PS    | Maire de Limoges                                 | M. Gérard Audouze   |

### Députés de la Xe législature(1993-1997)
| Circonscription     | Député                  | Parti | Parti | Autre mandat                          | Suppléant(e)                 |
| ------------------- | ----------------------- | ----- | ----- | ------------------------------------- | ---------------------------- |
| 1re circonscription | M. Alain Marsaud        |       | RPR   | Conseiller général de la Haute-Vienne | Jean-Marie Brachet           |
| 2e circonscription  | Mme Évelyne Guilhem     |       | RPR   |                                       | Michel Planchat              |
| 3e circonscription  | M. Jacques-Michel Faure |       | RPR   | Maire de Bellac                       | Jean-Marie Thoury            |
| 4e circonscription  | M. Alain Rodet          |       | PS    | Maire de Limoges                      | Marie-Françoise Pérol-Dumont |

### Députés de la IXe législature(1988-1993)
| Circonscription     | Député                   | Parti | Parti | Autre mandat                                    | Suppléant(e)                 |
| ------------------- | ------------------------ | ----- | ----- | ----------------------------------------------- | ---------------------------- |
| 1re circonscription | M. Robert Savy           |       | PS    | Président du Conseil régional du Limousin       | Gilbert Chapeaublanc         |
| 2e circonscription  | M. Jean-Claude Peyronnet |       | PS    | Président du Conseil général de la Haute-Vienne | Jean-Pierre Demerliat        |
| 3e circonscription  | M. Marcel Mocœur         |       | PS    | Maire de Châteauponsac                          | Claude Lanfranca             |
| 4e circonscription  | M. Alain Rodet           |       | PS    | Adjoint au maire de Limoges                     | Marie-Françoise Pérol-Dumont |

### Députés de la VIIIe législature(1986-1988)
L'élection se fait à la proportionnelle ; par conséquent les circonscriptions électorales sont supprimées.
| Circonscription | Député            | Parti | Parti | Autre mandat                                    |
| --------------- | ----------------- | ----- | ----- | ----------------------------------------------- |
| /               | M. Michel Bernard |       | RPR   |                                                 |
| /               | M. Henri Bouvet   |       | UDF   |                                                 |
| /               | M. Marcel Rigout  |       | PCF   | Conseiller général du canton de Pierre-Buffière |
| /               | M. Alain Rodet    |       | PS    | Adjoint au maire de Limoges                     |

### Députés de la VIIe législature(1981-1986)
| Circonscription     | Député                                    | Parti | Parti | Autre mandat                                    | Suppléant(e)    |
| ------------------- | ----------------------------------------- | ----- | ----- | ----------------------------------------------- | --------------- |
| 1re circonscription | M. Alain Rodet                            |       | PS    | Adjoint au maire de Limoges                     | Claude Andrieu  |
| 2e circonscription  | M. Marcel Rigout jusqu'au 24 juillet 1981 |       | PCF   | Conseiller général du canton de Pierre-Buffière | Roland Mazoin   |
| 2e circonscription  | Roland Mazoin à partir du 24 juillet 1981 |       | PCF   | Maire de Saint-Junien                           |                 |
| 3e circonscription  | M. Marcel Mocœur                          |       | PS    | Maire de Châteauponsac                          | Monique Taverna |

### Députés de la VIe législature(1978-1981)
| Circonscription     | Député              | Parti | Parti | Autre mandat                                    | Suppléant(e)  |
| ------------------- | ------------------- | ----- | ----- | ----------------------------------------------- | ------------- |
| 1re circonscription | Mme Hélène Constans |       | PCF   | Adjointe au maire de Limoges                    | André Ribière |
| 2e circonscription  | M. Marcel Rigout    |       | PCF   | Conseiller général du canton de Pierre-Buffière | Roland Mazoin |
| 3e circonscription  | M. Jacques Jouve    |       | PCF   | Adjoint au maire de Limoges                     | René Buxeraud |

### Députés de la Ve législature(1973-1978)
| Circonscription     | Député                                      | Parti | Parti | Autre mandat                                        | Suppléant(e)  |
| ------------------- | ------------------------------------------- | ----- | ----- | --------------------------------------------------- | ------------- |
| 1re circonscription | Mme Hélène Constans                         |       | PCF   | Conseillère générale du canton de Limoges-Le Palais | André Ribière |
| 2e circonscription  | M. Marcel Rigout                            |       | PCF   | Conseiller général du canton de Pierre-Buffière     | Léon Pagnoux  |
| 3e circonscription  | M. Louis Longequeue jusqu'au 6 octobre 1977 |       | PS    | Maire de Limoges                                    | Marcel Mocœur |
| 3e circonscription  | siège vacant à partir du 6 octobre 1977     |       |       |                                                     |               |

### Députés de la IVe législature(1968-1973)
| Circonscription     | Député              | Parti | Parti | Autre mandat                                        | Suppléant(e)     |
| ------------------- | ------------------- | ----- | ----- | --------------------------------------------------- | ---------------- |
| 1re circonscription | M. René Regaudie    |       | SFIO  | Président du Conseil général de la Haute-Vienne     | Robert Lecomte   |
| 2e circonscription  | M. Jacques Boutard  |       | PDM   | Conseiller général, maire de Saint-Yrieix-la-Perche | Claude Madoumier |
| 3e circonscription  | M. Louis Longequeue |       | SFIO  | Maire de Limoges                                    | André Cluzeau    |

### Députés de la IIIe législature(1967-1968)
| Circonscription     | Député              | Parti | Parti | Autre mandat                                    | Suppléant(e)   |
| ------------------- | ------------------- | ----- | ----- | ----------------------------------------------- | -------------- |
| 1re circonscription | M. René Regaudie    |       | SFIO  | Président du Conseil général de la Haute-Vienne | Robert Lecomte |
| 2e circonscription  | M. Marcel Rigout    |       | PCF   |                                                 | Léon Pagnoux   |
| 3e circonscription  | M. Louis Longequeue |       | SFIO  | Maire de Limoges                                | André Cluzeau  |

### Députés de la IIe législature(1962-1967)
| Circonscription     | Député              | Parti | Parti | Autre mandat                                        | Suppléant(e)    |
| ------------------- | ------------------- | ----- | ----- | --------------------------------------------------- | --------------- |
| 1re circonscription | M. René Regaudie    |       | SFIO  | Président du Conseil général de la Haute-Vienne     | Henri Pouret    |
| 2e circonscription  | M. Jacques Boutard  |       | SFIO  | Conseiller général, maire de Saint-Yrieix-la-Perche | Marcel Gaillard |
| 3e circonscription  | M. Louis Longequeue |       | SFIO  | Maire de Limoges                                    | André Foussat   |

### Députés de la Ire législature(1958-1962)
| Circonscription     | Député              | Parti | Parti | Autre mandat                                        | Suppléant(e)      |
| ------------------- | ------------------- | ----- | ----- | --------------------------------------------------- | ----------------- |
| 1re circonscription | M. René Regaudie    |       | SFIO  | Président du Conseil général de la Haute-Vienne     | Gustave Philippon |
| 2e circonscription  | M. Jacques Boutard  |       | SFIO  | Conseiller général, maire de Saint-Yrieix-la-Perche | Marcel Pont       |
| 3e circonscription  | M. Louis Longequeue |       | SFIO  | Maire de Limoges                                    | André Foussat     |

## IVeRépublique

### 3elégislature (1956-1958)
- René Regaudie (SFIO)
- Alphonse Denis (PCF)
- Roland Dumas (UDSR)
- Jean Le Bail (SFIO)
- Jean Tricart (PCF)

### 2elégislature (1951-1955)
- René Regaudie (SFIO)
- André Bardon (RPF)
- Alphonse Denis (PCF)
- Jean Le Bail (SFIO)
- Jean Tricart (PCF)

### 1relégislature (1946-1951)
- Gaston Charlet (SFIO), remplacé en décembre 1946 par René Regaudie (SFIO)
- Alphonse Denis (PCF)
- Jean Le Bail (SFIO)
- Marcel Paul (PCF), remplacé en avril 1948 par Jean Tricart (PCF)
- Robert Schmidt (MRP)

### Assemblée constituante de 1946
- André Foussat (SFIO)
- Alphonse Denis (PCF)
- Jean Le Bail (SFIO)
- Marcel Paul (PCF)
- Robert Schmidt (MRP)

### Assemblée constituante de 1945
- André Foussat (SFIO)
- Alphonse Denis (PCF)
- Charles Leclerc (SFIO)
- Marcel Paul (PCF)
- Adrien Tixier (SFIO)

## IIIeRépublique

### Assemblée nationale(1871-1876)
- Saint-Marc Girardin décédé en 1873, remplacé par Georges Périn
- Charles Charreyron décédé en 1871, remplacé par Jean-Baptiste-Gédéon Charreyron
- Pierre Joseph Benoit du Buis
- Pierre-Edmond Teisserenc de Bort
- Pierre Soury-Lavergne
- André Dulery de Peyramont
- Michel Mallevergne

### Irelégislature(1876-1877)
- Georges Périn
- Jean-Baptiste Ninard
- Louis-Paul Codet
- Antoine Baury
- Théodore Lavignère

### IIelégislature(1877-1881)
- Georges Périn
- Albert Lezaud invalidé en 1878, remplacé par Justin Labuze
- Louis-Paul Codet décédé en 1880, remplacé par Étienne Pouliot
- Jean-Baptiste Ninard élu sénateur en 1879, remplacé par René Pénicaut
- Antoine Baury

### IIIelégislature(1881-1885)
- Georges Périn
- Jean Codet invalidé en 1882, remplacé par Étienne Pouliot décédé en 1883, remplacé par Jean Codet
- Justin Labuze
- René Pénicaut
- Jules Donnet

### IVelégislature(1885-1889)
- Georges Périn
- François Planteau
- Louis Casimir Ranson
- Eugène Pressat
- Jean-Baptiste Daniel de Lamazières

### Velégislature(1889-1893)
- Limoges-1 : Georges Le Veillé, Républicain socialiste et boulangiste
- Rochechouart : Claude Léouzon-le-Duc, Boulangiste, invalidé en 1889 remplacé par Amédée Frugier-Puyboyer décédé en 1893, remplacé par Jean Codet, Républicain
- Saint-Yrieix : Henri Lavertujon, Républicain
- Limoges-2 : André Gotteron, Républicain
- Bellac : Henri Vacherie, Radical

Source : journal Le Temps du 24 septembre et du 8 octobre 1889 sur Gallica,.

### VIelégislature(1893-1898)
- Saint-Yrieix : Henri Lavertujon, Républicain
- Limoges-1 : Émile Labussière, Radical socialiste
- Rochechouart : Jean Codet, Républicain
- Limoges-2 : André Gotteron, Républicain
- Bellac : Henri Vacherie, Radical

Source : journal Le Temps du 22 août et du 5 septembre 1893 sur Gallica,.

### VIIelégislature(1898-1902)
- Saint-Yrieix : Jean-Baptiste Boutard, Radical
- Bellac : Camille Gabiat, Républicain
- Limoges-1 : Émile Labussière, Radical socialiste
- Rochechouart : Jean Codet, Républicain
- Limoges-2 : Jules Tourgnol, Radical socialiste

Source : journal Le Temps du 10 mai et du 24 mai 1898 sur Gallica,.

### VIIIelégislature(1902-1906)
- Saint-Yrieix : Jean-Baptiste Boutard, Radical socialiste
- Limoges-1 : Émile Labussière, Radical
- Rochechouart : Jean Codet, Républicain
- Bellac : Henri Vacherie, Radical
- Limoges-2 : Jules Tourgnol, Radical

Source : journal Le Temps du 29 avril et du 13 mai 1902 sur Gallica,.

### IXelégislature(1906-1910)
- Rochechouart : Jean Codet, Républicain (Gauche démocratique),  élu sénateur en 1909, remplacé par son fils Louis Codet, Gauche radicale, élu le 21 février 1909
- Bellac : Henri Vacherie, Gauche radicale,  élu sénateur en 1909, remplacé par René Trouvé, Gauche radicale, élu le 21 février 1909
- Limoges-1 : Léon Betoulle, socialistes unifiés
- Saint-Yrieix : Jean-Baptiste Boutard, Gauche radicale
- Limoges-2 : Jules Tourgnol, Radical socialiste,  décédé le 29 septembre 1909, remplacé par Jean-Paul Tarrade, radical socialiste, élu le 21 septembre 1909

Sources : Journal Le Temps du 6 et du 22 mai 1906 sur Gallica - ,.

### Xelégislature(1910-1914)
- Limoges-1 : Léon Betoulle, Parti socialiste
- Bellac : René Paul Gustave Trouvé, Gauche radicale
- Limoges-2 : Jean-Paul Tarrade, Radical socialiste
- Saint-Yrieix : Louis Nouhaud, Radical socialiste
- Rochechouart : Jean-Baptiste Marquet, Gauche radicale

Sources : Journal Le Temps du 24 avril et du 8 mai 1910 sur Gallica - ,.

### XIelégislature(1914-1919)
- Bellac : Sabinus Valière, SFIO
- Limoges-2 : Adrien Pressemane, SFIO
- Rochechouart : Jean Parvy, SFIO
- Limoges-1 : Léon Betoulle, SFIO
- Saint-Yrieix : Louis Nouhaud, Radical socialiste

Sources : Journal Le Temps du 28 avril et du 12 mai 1914 sur Gallica - ,.

### XIIelégislature(1919-1924)
Les élections législatives de 1919 furent organisées au scrutin proportionnel de liste. Elles marquèrent au niveau national la victoire du "Bloc national" de centre-droit.
Liste du Parti socialiste SFIO
- Léon Betoulle, SFIO, Maire de Limoges
- Adrien Pressemane, SFIO, Conseiller général
- Sabinus Valière, SFIO, Conseiller général
- Jean Parvy, SFIO, Conseiller général
- Albert Chauly, SFIO

Source : Barodet sur le site de l'Assemblée Nationale - https://bibnum.sciencespo.fr/s/catalogue/ark:/46513/sc16m2kz#?c=&m=&s=&cv=

### XIIIelégislature(1924-1928)
Les élections législatives de 1924 furent organisées au scrutin proportionnel de liste. Elles marquèrent au niveau national national la victoire du "Cartel des gauches".
Liste du Parti socialiste SFIO
- Sabinus Valière, SFIO, Conseiller général
- Adrien Pressemane, SFIO, Conseiller général, maire de Saint-Léonard-de-Noblat
- Jean Parvy, SFIO, Conseiller général
- Léon Betoulle, SFIO, maire de Limoges, élu sénateur en 1924, non remplacé
- Albert Chauly, SFIO, gérant de l'Entrepôt des Vignerons libres de Maraussan

Source : Barodet sur le site de l'Assemblée Nationale - https://bibnum.sciencespo.fr/s/catalogue/ark:/46513/sc16m1m0#?c=&m=&s=&cv=

### XIVelégislature(1928-1932)
Les élections législatives furent au scrutin d'arrondissement majoritaire à deux tours de 1928 à 1936.
- Bellac Louis Poute de Puybaudet, Gauche sociale et radicale, décédé le 26 décembre 1928, remplacé par André Bardon, Gauche radicale, élu le 24 mars 1929
- Limoges-1 : Joseph Basset, Républicain socialiste
- Rochechouart : Louis Descubes, Républicain socialiste
- Saint-Yrieix : Gabriel Debrégéas, Républicain socialiste et socialiste français
- Limoges-2 : Jules Fraisseix, PC-SFIC

Source : Élections législatives 22-29 avril 1928 de Georges Lachapelle - https://gallica.bnf.fr/ark:/12148/bpt6k320439r.texteImage#

### XVelégislature(1932-1936)
- Limoges-1 : Sabinus Valière, SFIO
- Bellac : André Bardon, Gauche radicale
- Rochechouart : Léon Roche, SFIO
- Limoges-2 : Marcel Vardelle, SFIO
- Saint-Yrieix : Gabriel Debrégéas, SFIO

### XVIelégislature(1936-1940)
- Sabinus Valière
- Léon Roche
- Georges Tessier
- Marcel Vardelle
- Gabriel Debrégéas

## Second Empire

### Irelégislature(1852-1857)
- Michel Tixier
- Armand Noualhier

### IIelégislature(1857-1863)
- Adrien-Charles Calley Saint-Paul
- Armand Noualhier

### IIIelégislature(1863-1869)
- Adrien-Charles Calley Saint-Paul
- Armand Noualhier

### IVelégislature(1869-1870)
- Adrien-Charles Calley Saint-Paul
- Armand Noualhier

## IIeRépublique
Élections au suffrage universel masculin à partir de 1848

### Assemblée nationale constituante (1848-1849)
- Théodore Bac
- François Frichon Duvignaud de Vorys
- Jean-Baptiste Brunet
- Auguste Coralli
- Jean-Baptiste Maurat Ballange
- Michel Tixier
- Jean-Marie Allègre
- Jean-Baptiste Dumas

### Assemblée nationale législative (1849-1851)
- Marcellin Dussoubs
- Auguste Coralli décédé en 1851, remplacé par Martial Bataille
- Jean-Baptiste Daniel de Lamazières
- Théodore Bac
- François Lafleur-Laclaudure
- François Frichon Duvignaud de Vorys
- Michel Tixier

## Chambre des députés (Monarchie de Juillet)

### IreLégislature(1830-1831)
- Gabriel Bourdeau de Lajudie
- François Dumont-Saint-Priest
- Pierre-Alpinien Bourdeau
- Guillaume Louis Ternaux

### IIeLégislature(1831-1834)
- Jean-Baptiste Simon Pouliot décédé en 1832, remplacé par Adolphe-Edmond Blanc
- Philibert Chamiot-Avanturier
- François Resnier
- Louis Joseph Gay-Lussac
- Gabriel Sulpicy

### IIIeLégislature(1834-1837)
- Saint-Marc Girardin
- Adolphe-Edmond Blanc
- Pierre-Alpinien Bourdeau démissionne en 1836, remplacé par Joseph Léon Talabot
- Pierre Charreyron
- Louis Joseph Gay-Lussac

### IVeLégislature(1837-1839)
- Saint-Marc Girardin
- Joseph Léon Talabot
- Pierre Charreyron
- Louis Joseph Gay-Lussac

### VeLégislature(1839-1842)
- Auguste Coralli
- Jean-Baptiste Maurat Ballange
- Michel Tixier
- Joseph Léon Talabot
- Joseph Pétiniaud

### VIeLégislature(1842-1846)
- Saint-Marc Girardin
- Adolphe-Edmond Blanc
- Jean-Baptiste Maurat Ballange
- Joseph Léon Talabot
- André Dulery de Peyramont

### VIIeLégislature(17/08/1846-24/02/1848)
- Saint-Marc Girardin
- Adolphe-Edmond Blanc
- Jean-Baptiste Maurat Ballange
- Joseph Léon Talabot
- André Dulery de Peyramont

## Chambre des députés des départements (2eRestauration)

### Irelégislature(1815–1816)
- Sigismond du Pouget de Nadaillac
- Pierre-Alpinien Bourdeau
- Jacques Mousnier-Buisson

### IIelégislature(1816-1823)
- Joseph Chérade de Montbron
- Pierre-Alpinien Bourdeau
- Jacques Mousnier-Buisson
- Guillaume Michel de La Bachellerie
- Pierre Génébrias de Gouttepagnon

### IIIelégislature(1824-1827)
- Joseph Chérade de Montbron
- André de Biaudos de Castéja
- Pierre-Alpinien Bourdeau
- Jacques Mousnier-Buisson

### IVelégislature(1828-1830)
- Guillaume Louis Ternaux
- Pierre-Alpinien Bourdeau
- Joseph Chérade de Montbron
- Jacques Mousnier-Buisson

### Velégislature(23 juin 1830-28 juillet 1830)
- Guillaume Louis Ternaux
- Gabriel-Grégoire Bourdeau de Lajudie
- François Dumont-Saint-Priest
- Pierre-Alpinien Bourdeau

## Chambre des représentants (Cent-Jours)
- Pierre Dumas
- Jean-François Desbordes
- Guillaume Michel de La Bachellerie
- Jean-Jacques Benoît Gonneau
- Jean Guineau-Dupré

## Chambre des députés des départements (1reRestauration)
- Pierre Dumas
- Jean Guineau-Dupré

## Corps législatif(1800-1814)
- Guillaume Vergniaud
- Jean-Baptiste Dalesme
- Guillaume Grégoire de Roulhac
- Pierre Dumas
- Jean Guineau-Dupré

## Conseil des Cinq-Cents(1795-1799)
- Jean-Baptiste Jourdan
- Jean-Baptiste Louvet de Couvray
- Jean-Baptiste Soulignac
- Léonard Honoré Gay de Vernon
- Pardoux Bordas
- Jean Guineau-Dupré
- Jacques Lesterpt

## Convention nationale(1792-1795)
- Jean-Baptiste Soulignac
- François Rivaud du Vignaud
- Jean-Michel Lacroix
- Benoît Lesterpt-Beauvais
- Léonard Honoré Gay de Vernon
- Pardoux Bordas
- Jacques Lesterpt
- Gabriel Faye

## Assemblée législative (1791-1792)
- Pierre Duvoisin de Laserve
- François Jean Chaubry de La Roche
- Léonard Honoré Gay de Vernon
- Pardoux Bordas
- Gabriel Faye
- Léonard Michelon du Mas Barreau
- Gabriel Deperet